# Dicheros cuvera
Dicheros cuvera är en skalbaggsart som beskrevs av Newman 1838. Dicheros cuvera ingår i släktet Dicheros och familjen Cetoniidae. Inga underarter finns listade i Catalogue of Life.